# Adaptieve DPCM

Adaptieve DPCM of ADPCM (adaptive differential pulse-code modulation) is een comprimerende codeermethode voor analoge signalen die gedefinieerd wordt door de ITU-T G.726 specificatie.
ADPCM past zijn kwantisatieniveaus aan aan het binnenkomende differentieelsignaal dat gegenereerd is door het DPCM proces. Als dit verschilsignaal zwak is (een laag vermogen heeft), verhoogt ADPCM het aantal kwantisatieniveaus. Als de sterkte van het verschilsignaal hoog is, wordt het aantal niveaus juist verlaagd. Op die manier zal de signaal-ruisverhouding uniform zijn door het gehele dynamisch bereik van het signaal. Door gebruik te maken van ADPCM zijn er minder bits nodig en kan de bitrate dus verlaagd worden tot 32 kbit/s (ten opzichte van 48 kbit/s bij DPCM en 64 kbit/s bij PCM).
ADPCM wordt onder meer toegepast bij DECT-telefonie en in WAV-geluidsbestanden.